# Keudelsches Schloss

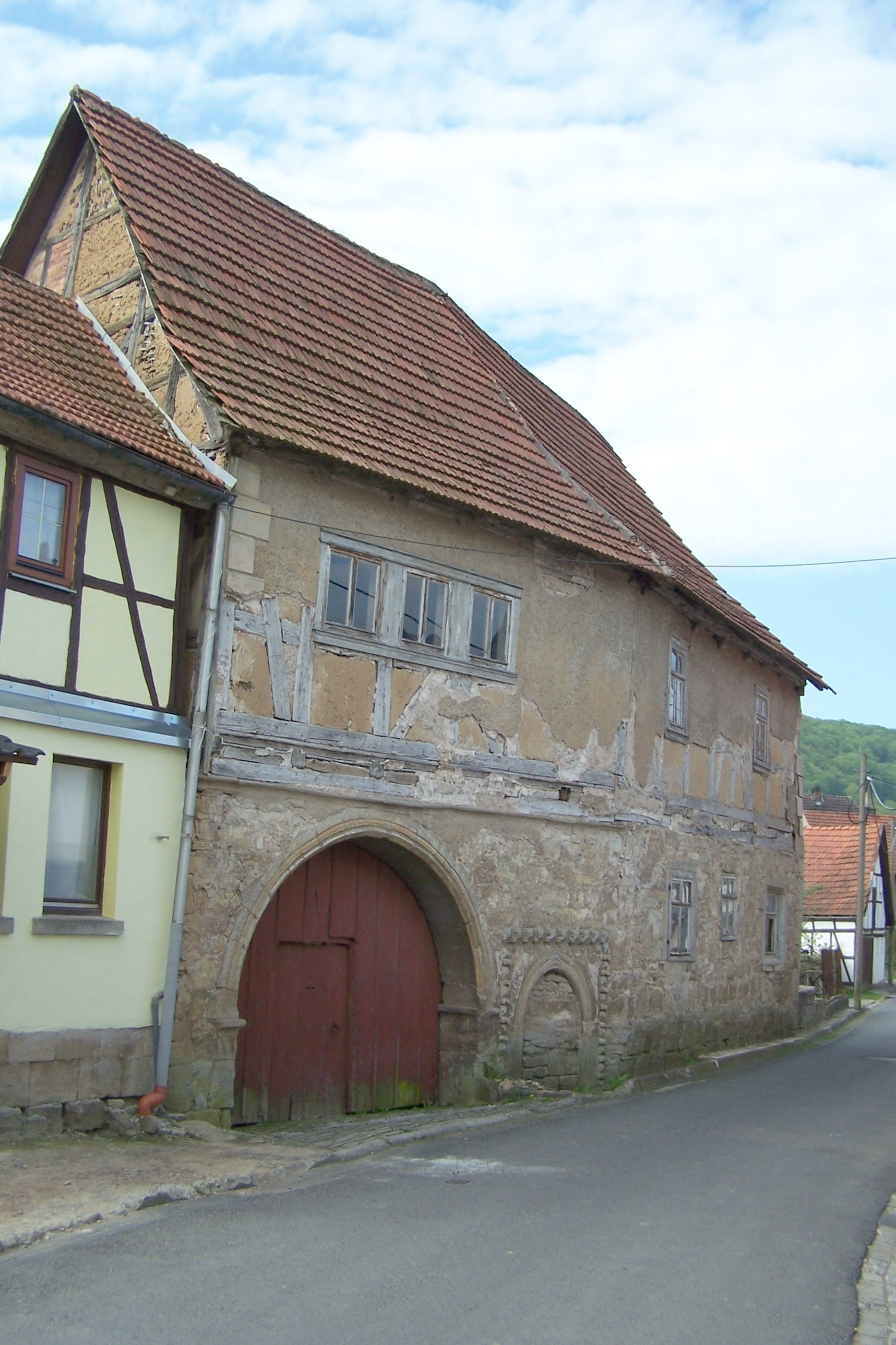
Teilansicht des Schlossgebäudes von Norden

Das Keudelsche Schloss war ein Renaissanceschloss und Herrenhaus eines zugehörigen Gutshofes in der Ortslage Falken, jetzt ein Stadtteil von Treffurt im Wartburgkreis.
Die Reste des Adelssitzes befinden sich in der Theodor-Neubauer-Straße im südlichen Randbereich der historischen Ortslage.

## Geschichte
Die Herren von Keudel waren mehrheitlich Amtsleute und Dienstadel auf vielen landgräflich-hessischen Burgen im Werratal.
Im Jahr 1509 erhielt der nahe Hildebrandshausen auf dem dortigen Gutsschloss Keudelstein beheimatete Zweig der Familie vom Thüringer Landgrafen das Lehen über das Dorf Falken in der Ganerbschaft Treffurt übergeben. Die Keudels übten über 300 Jahre im Ort die Gerichtsbarkeit über Hals und Hand aus. Der 1577 als Renaissancebauwerk errichtete Wohnsitz in der Ortslage von Falken ist durch das auffällige Portal mit separater, jetzt vermauerter Pforte noch als Herrensitz zu erkennen.
Die Familie Keudel ist bis 1839 im Ort Falken nachweisbar. Um 1860 bewohnte ein Amtsförster der Fürsten von Hohenlohe das Anwesen.
Von dem Gutshof in der Theodor-Neubauer-Straße in Falken wurden nach und nach baufällige Teile abgebrochen, die Restgebäude mit dem markanten Torhaus stehen unter Denkmalschutz. In der Durchfahrt wurde ein früher an der Straßenseite angebrachter Wappenstein eingemauert.